# Франкфурт јуниверс
Франкфурт јуниверс (енгл. Frankfurt Universe) је клуб америчког фудбала из Франкфурта на Мајни у Немачкој. Основан је 2007.  а утакмице игра на Франкфуртер Фолксбанк стадиону. Клупска боја је љубичаста и наранџаста. Франкфурт јуниверс је наследник клуба Франкфурт галакси. Такмиче се тренутно у највишем рангу у немачкој лиги ГФЛ и у Европској фудбалској лиги.

## Успеси

### Национална такмичења
- ГФЛ2 - група југ
  - Првак (1): 2015

### Међународна такмичења
- ЕФЛ Боул
  - Првак (1): 2016